# Джексон, Деанна
Деанна Джексон (англ. Deanna Jackson; род. 15 декабря 1979 года, Селма, штат Алабама, США) — американская профессиональная баскетболистка, выступала в женской национальной баскетбольной ассоциации. Была выбрана на драфте ВНБА 2002 года в первом раунде под общим восьмым номером командой «Кливленд Рокерс». Играла на позиции лёгкого форварда.

## Ранние годы
Деанна Джексон родилась 15 декабря 1979 года в городе Селма (штат Алабама), а училась немного южнее в городке Брютон в средней школе имени Томаса Ричарда Миллера, в которой выступала за местную баскетбольную команду.